# RDP Antena 2
RDP Antena 2 – drugi program radiowy należący do RTP o profilu kulturalno-klasycznym. Stacja rozpoczęła nadawanie 2 maja 1948 roku, i specjalizuje się w muzyce klasycznej oraz światowej oraz innych programach o charakterze kulturalnym.
W 2011 wystartowało specjalne radio internetowe poświęcone wyłącznie Operze – „Antena 2 Opera”